# Jolo (Sulu)
Jolo é um município de  primeira classe de renda municipal (d) na província Sulu, nas Filipinas. De acordo com o censo de 1 de maio  de  2020 possui uma população de 137 266 pessoas e 20 354 domicílios. 
Em 2020, a cidade se tornou notícia internacional, devido a uma série de atentados jihadistas.